# Lövopuntia
Lövopuntia (Brasiliopuntia brasiliensis) är en art inom det monotypiska lövopuntiasläktet (Brasiliopuntia) och familjen kaktusväxter. 

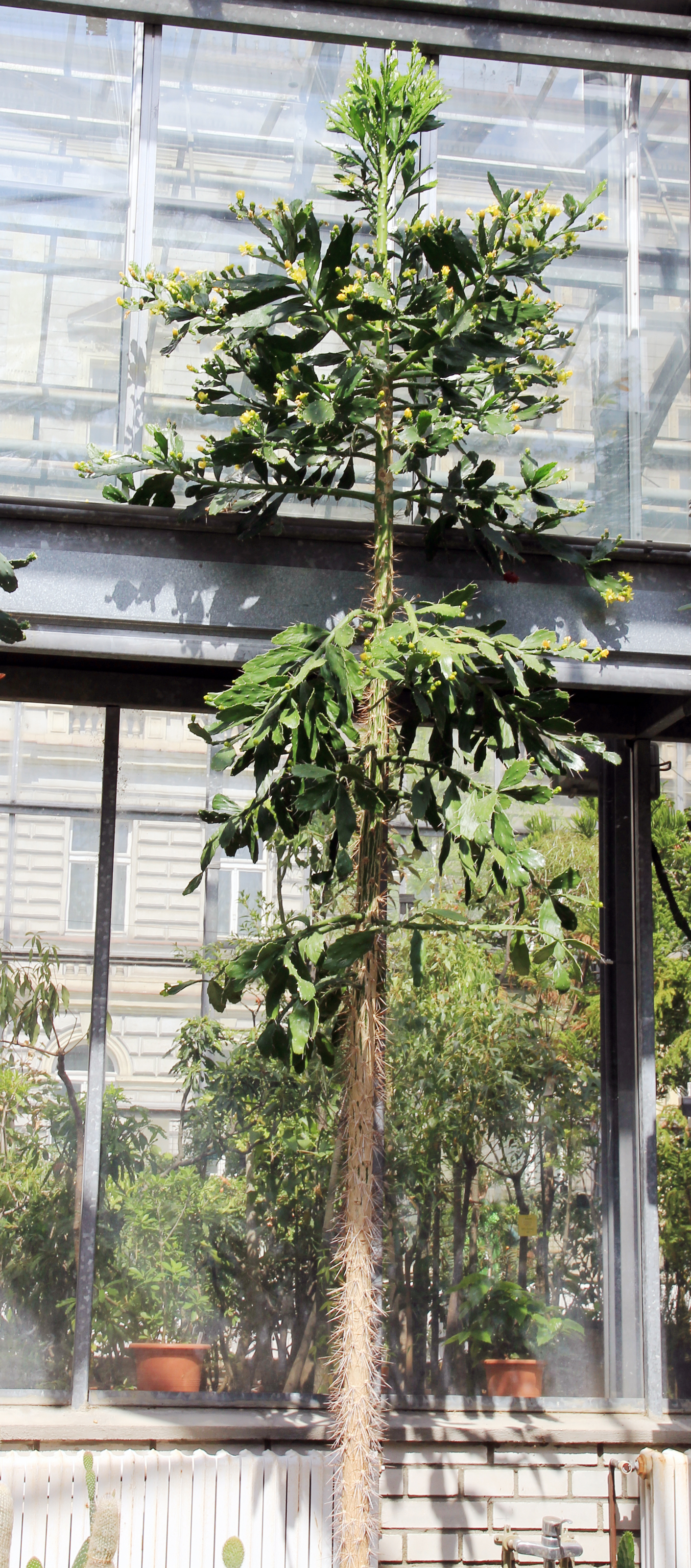
Brasiliopuntia brasiliensis